# Leptobelus elevatus
Leptobelus elevatus är en insektsart som beskrevs av William D. Funkhouser. Leptobelus elevatus ingår i släktet Leptobelus och familjen hornstritar. Inga underarter finns listade i Catalogue of Life.